# Billy Donovan
William John Donovan, detto Billy (Rockville Centre, 30 maggio 1965), è un allenatore di pallacanestro ed ex cestista statunitense, professionista nella NBA, attuale coach dei Chicago Bulls.

## Carriera da allenatore

### Università della Florida (1996-2015)

#### 1996-2005
Nel marzo 1996, l'allenatore di basket dell'Università della Florida Lon Kruger si è dimesso per ricoprire lo stesso incarico presso l'Università dell'Illinois. Il programma di basket della Florida ha avuto solo un successo fugace nel corso della sua storia, e sebbene i Gators abbiano raggiunto la loro prima Final Four sotto Kruger nel 1994, le sue squadre sono tornate a livelli mediocri. Il direttore atletico della Florida Jeremy Foley ha cercato un allenatore "giovane, energico ed entusiasta" per portare un successo duraturo e, dopo una ricerca ad ampio raggio, ha deciso che Billy Donovan, 30 anni, era la soluzione migliore. Per assicurare a Donovan che gli sarebbe stato dato abbastanza tempo per costruire il programma, Foley gli ha offerto un contratto di sei anni.
Con pochi giocatori di talento nel roster, le prime due squadre di Donovan avevano un record di 13-17 e 15-16. Ci sono stati alcuni segnali di miglioramento, tuttavia, poiché la squadra 1997-98 è stata invitata al National Invitation Tournament (NIT) e il reclutamento "implacabile" di Donovan durante questo periodo ha gettato le basi per il successo futuro.
Donovan ha portato un successo duraturo al programma di basket della Florida durante la stagione 1998-99. I Gators sono andati 22-9, ottenendo più di 20 vittorie per la quinta volta nella storia e iniziando una serie di 16 stagioni consecutive da 20 vittorie. I Gators hanno continuato a giocare bene nella postseason del 1999, quando hanno fatto la loro terza apparizione alla NCAA Sweet Sixteen e sono diventati la seconda squadra nella storia della scuola ad apparire nei primi 25 sondaggi finali (n. 17 nel sondaggio ESPN / USA Today e n. 23 dell'Associated Press Poll).
La stagione 1999-2000 ha visto Donovan guidare i Gators alla loro prima stagione regolare SEC Championship e alla loro seconda apparizione nelle Final Four NCAA, sconfiggendo la Università della North Carolina nelle semifinali nazionali prima di cadere nello Michigan State nella partita del campionato NCAA.
I Gators hanno vinto di nuovo il campionato di stagione regolare della SEC durante la stagione 2000-2001 e il 3 febbraio 2003, la squadra ha raggiunto per la prima volta nella storia della scuola una classifica numero 1 nel sondaggio ESPN / USA Today, tornando lì il seguente stagione l'8 dicembre 2003. La stagione 2004-2005 è stata evidenziata dalla Florida che ha sconfitto il Kentucky 70-53 per vincere il SEC Tournament Championship, la prima volta che i Gators hanno vinto il torneo della conferenza.
Nonostante il successo durante la stagione regolare, le squadre della Florida di Donovan dal 2001 al 2005 hanno costantemente performato sotto le aspettative nel torneo NCAA, perdendo contro squadre con testa di serie inferiore al primo o al secondo turno ogni anno, nonostante i roster con giocatori altamente reclutati. Ancora sulla trentina, alcuni commentatori ipotizzarono che Donovan fosse un eccellente reclutatore che non era in grado di apportare modifiche nel gioco o sviluppare giocatori di talento una volta che erano nel campus della UF.

#### 2005-2013
Nella stagione 2005-06, la seconda squadra di Gator guidata da Donovan ha registrato la migliore serie di vittorie della scuola per iniziare una stagione, ottenendo 17 vittorie consecutive e raggiungendo il numero 2 della nazione nel sondaggio AP. Tuttavia, la squadra non è riuscita a raggiungere il primo posto poiché ha perso la sua prima partita SEC della stagione contro i Tennessee Volunteers. Questa perdita è stata seguita da un sorprendente colpo di scena per mano dell'eventuale campione del National Invitation Tournament 2006 South Carolina Gamecocks quando la Florida ha registrato un record di 10-6 conference, ottimo per il secondo posto nella SEC Eastern Division.
La giovane squadra dei Gator di Donovan cambiò marcia nella postseason. La Florida ha raggiunto il campionato SEC Tournament e ha vendicato le sue sorprendenti sconfitte in stagione regolare battendo la Carolina del Sud in finale, guadagnandosi il secondo titolo di torneo della conferenza della scuola. Nel torneo NCAA del 2006, i Gators della terza testa di serie raggiunsero finalmente gli Sweet 16 e oltre. Hanno sconfitto Villanova (che li aveva eliminati dal torneo la stagione precedente) per raggiungere le Final Four, e nella partita di campionato, hanno sconfitto l'UCLA 73-57 per vincere il primo titolo di basket NCAA della scuola.
Durante una celebrazione post-campionato nell'O'Connell Center, tutti i cinque titolari dei Gators (Lee Humphrey, Joakim Noah, Al Horford, Corey Brewer e Taurean Green) hanno annunciato che sarebbero tornati l'anno successivo e avrebbero tentato di vincere un altro campionato (L'ultimo vincitore del titolo consecutivo è stato Duke nel 1991 e nel 1992) invece di dichiarare presto per il draft NBA. Di conseguenza, i Gator sono stati nominati favoriti della pre-stagione da ripetere da molti esperti dei media. I Gators corsero fuori dai cancelli, perdendo solo due partite senza conferenza (contro Kansas e Florida State). Il 20 dicembre 2006, Donovan è diventato l'allenatore di basket più vincente nella storia della Florida, guadagnando la sua 236ª vittoria per superare il totale di Norm Sloan. I Gators 2007 sembravano ancora più maturi in termini di altruismo, abilità di passaggio e tiro e gioco di squadra in generale. Anche se i Gators sono precipitati durante il gioco SEC, perdendo tre delle quattro partite a partire da una sconfitta a Vanderbilt, la squadra ha rimbalzato con la sua sesta vittoria consecutiva sui suoi rivali, i Kentucky Wildcats, per riguadagnare slancio e rivendicare il campionato di stagione regolare SEC. I Gators si sono poi ripetuti come campioni del torneo SEC con prestazioni dominanti che sono culminate in una vittoria sugli Arkansas Razorbacks nelle finali.
La Florida si è guadagnata la testa di serie numero uno nel torneo NCAA 2007 e ha sconfitto Jackson State, Purdue, Butler e Oregon per raggiungere le Final Four. La semifinale è stata una rivincita della partita per il titolo 2006 contro l'UCLA, ei Gators di Donovan hanno avuto la meglio per 76-66. I Gators si sono assicurati la ripetizione del campionato due notti dopo con un'enfatica vittoria per 84-75 sugli Ohio State Buckeyes, allenati da Thad Matta. Con il Florida Gators football che ha vinto il BCS National Championship Game 2007 (anche loro contro Ohio State) tre mesi prima, l'Università della Florida è diventata la prima scuola nella storia della NCAA a tenere contemporaneamente i campionati nazionali di football americano e basket.
Il primo decennio di Donovan a Gainesville ha portato un nuovo livello di successo al programma di basket dell'Università della Florida. I Gators sono stati invitati al torneo NCAA in ogni stagione tra il 1999 e il 2007 (una serie di nove presenze consecutive), hanno raggiunto tre partite di campionato nazionale e hanno vinto due titoli NCAA. Al contrario, le squadre di basket della Florida erano apparse solo in cinque tornei NCAA in 81 anni di gioco prima dell'arrivo di Donovan e non avevano mai raggiunto una partita di campionato NCAA. In conference play, la Florida aveva conquistato un solo campionato SEC di regular season e non aveva mai vinto il torneo prima dell'arrivo di Donovan. Dal 1996 al 2007, i Gators hanno vinto tre titoli di stagione regolare SEC e tre titoli di tornei SEC.
Nonostante la perdita di tutti e cinque i titolari dell'anno precedente, i Gators hanno sorpreso molti esperti con la decima stagione di venti vittorie consecutive di Donovan. Tuttavia, dopo un inizio di 18-3, la squadra ha faticato durante l'ultimo terzo della stagione, vincendo solo tre delle ultime undici partite e terminando la serie di nove anni di inviti ai tornei NCAA dei Gators. La giovane squadra di Gator è rimbalzata fino a raggiungere le semifinali del National Invitation Tournament 2008 (NIT) prima di cadere agli UMass Minutemen.
I Gators 2008-2009 hanno iniziato la stagione classificandosi al 19º posto e 5-0 prima di cadere a Syracuse. Una sconfitta due settimane dopo contro i Florida State Seminoles ha eliminato i Gators dalle prime venticinque squadre classificate. Sebbene la squadra abbia vinto ventidue partite della stagione regolare, ancora una volta non è stato sufficiente per vincere un'offerta per il torneo NCAA. Tuttavia, ai Gators è stato assegnato un seme numero uno nella NIT 2009, dove hanno perso contro i Penn State Nittany Lions nei quarti di finale.
I Gators sono tornati al torneo NCAA durante la stagione 2009-10, ma hanno perso al primo turno contro i BYU Cougars in doppi tempi supplementari. Durante la stagione, la Florida ha sconfitto lo stato della Florida, ponendo fine a una serie di tre sconfitte consecutive contro i Seminoles. Hanno anche sconfitto il Michigan State, uno dei favoriti della preseason per vincere il torneo NCAA e un'eventuale squadra delle Final Four, in rotta per vincere il torneo Legends Classic del 2009.
Con tre titolari senior di ritorno, i Gators 2010-11 hanno registrato un record migliore. Hanno vinto il titolo della stagione regolare della SEC e sono stati i secondi classificati nel torneo SEC 2011. Nel 2011 NCAA Tournament, i Gators hanno sconfitto i BYU Cougars guidati da Jimmer Fredette, prima di perdere agli straordinari contro i Butler Bulldogs negli Elite Eight.
L'8 marzo 2011, Donovan è stato nominato allenatore dell'anno della SEC 2011. Nonostante sia apparso in tre partite per il titolo nazionale e abbia vinto due titoli nazionali, è stata la prima volta che Donovan ha vinto il premio. L'attaccante dei Gators Chandler Parsons è diventato anche il primo Gator a vincere il titolo di Player of the Year SEC.
I Gator 2011-12 sono stati nuovamente invitati al torneo NCAA, questa volta come settima testa di serie. Hanno sconfitto la decima testa di serie Virginia Cavaliers e la quindicesima testa di serie Norfolk State (che aveva battuto la seconda testa di serie Missouri) per avanzare alla Sweet Sixteen, poi sconfissero Marquette 68-58 per tornare all'Elite Eight per il secondo anno consecutivo. Nell'Elite Eight, Donovan e Gators hanno affrontato Louisville e l'ex allenatore di Donovan, Rick Pitino. I Gators sono caduti in una partita molto combattuta, 72-68.
Donovan ha registrato la sua 400ª vittoria in carriera presso l'Università della Florida il 19 gennaio 2013 con una vittoria per 83-52 sui Missouri Tigers. I Gators hanno vinto il campionato di stagione regolare della SEC 2013 (il quinto campionato di conferenza della stagione regolare di Donovan), sono finiti secondi nel torneo SEC 2013 (perdendo contro Ole Miss nella partita di campionato), e sono passati al terzo Elite Eight consecutivo (sconfiggendo Northwestern State al secondo turno, Minnesota al terzo e Florida Gulf Coast negli Sweet Sixteen, prima di perdere contro il Michigan nella finale regionale).

#### 2013-2015
La rosa di Donovan per il 2013-14 ha iniziato l'anno con diversi giocatori infortunati o squalificati e ha affrontato uno dei programmi non-conferenza più impegnativi del basket universitario. La Florida ha abbandonato due partite in trasferta ravvicinate alle squadre classificate ed è entrata nella parte della conferenza del loro programma con un record di 11-2 e una classifica nazionale n. 10. I Gators non avrebbero perso di nuovo durante la stagione regolare, diventando la prima squadra nella storia della SEC a finire con un record di 18-0 in conferenza, stabilendo anche numerosi record scolastici. La Florida ha quindi vinto il torneo di pallacanestro maschile della SEC 2014 portando il record complessivo contro gli avversari della SEC a 21-0.
Il campionato di stagione regolare della SEC è stato il terzo in quattro stagioni per i Gators di Donovan, e il campionato del torneo della conferenza è stato il quarto nella storia della scuola, tutti sotto Donovan. È stato nominato allenatore dell'anno della SEC per la terza volta e i suoi giocatori hanno vinto molti dei premi individuali della conferenza. Il playmaker senior Scottie Wilbekin è stato nominato Giocatore di basket dell'anno della Southeastern Conference e MVP del torneo della SEC, il centro senior Patric Young è stato nominato Difensore e atleta dell'anno, l'attaccante junior Dorian Finney-Smith è stato nominato Sesto uomo della Anno, e la guardia senior Casey Prather è stata nominata nella prima squadra di All-SEC.
I Gators hanno guadagnato la testa di serie numero uno nel torneo NCAA 2014 e la loro serie di vittorie si è estesa a 30 partite quando hanno raggiunto le Final Four sconfiggendo ciascuno dei loro primi quattro avversari del torneo con margini a doppia cifra. Tuttavia, la stagione dei Gators si è conclusa con una sconfitta in semifinale nazionale contro la settima testa di serie e l'eventuale campione nazionale UConn Huskies, che era stata l'ultima squadra a battere la Florida il dicembre precedente.
Il 28 febbraio 2015, Donovan è diventato il secondo allenatore più giovane nella storia della divisione I della NCAA a guadagnare 500 vittorie in carriera, realizzando l'impresa nella vittoria 66-49 dei Florida Gators sui Tennessee Volunteers. Donovan si è unito a Bob Knight come gli unici allenatori a raggiungere 500 vittorie prima di compiere 50 anni. Tuttavia, la sua squadra di Gator ha concluso la stagione con un record di 16-17, ponendo fine alla stagione di vittorie e alle serie di 20 vittorie dei Gators a 16 anni ciascuna.
In 18 anni in Florida, Donovan ha portato i Gators a 14 presenze nei tornei NCAA, sei titoli della stagione regolare SEC (quattro a titolo definitivo, due condivisi) e quattro titoli del torneo SEC. In confronto, i Gators avevano fatto solo tre apparizioni "ufficiali" nel Torneo NCAA (senza contare due sotto Sloan che erano state lasciate libere), un titolo di conferenza della stagione regolare e nessun titolo di torneo nella loro intera storia prima dell'arrivo di Donovan.

### Oklahoma City Thunder (2015-2020)
Il 30 aprile 2015, Donovan è stato nominato head coach dell'Oklahoma City Thunder, secondo quanto riferito accettando un contratto di cinque anni, sostituendo Scott Brooks che in precedenza aveva allenato i Thunder per sette stagioni.
L'8 settembre 2020, è stato annunciato che Donovan non sarebbe tornato nella squadra poiché le due parti non sono riuscite a concordare un'estensione del contratto. Durante le sue cinque stagioni a Oklahoma City, Donovan ha realizzato un record di 243-157, raggiungendo la postseason ogni anno, ma superando il primo round solo una volta.

### Chicago Bulls (2020-)
Il 22 settembre 2020 viene messo sotto contratto dalla franchigia dell'Illinois, che aveva precedentemente esonerato l'allenatore Jim Boylen il mese precedente, firmando un contratto da 24 milioni di dollari per 4 anni.

## Statistiche

### College
| Anno      | Squadra           | PG  | PT | MP   | TC%  | 3P%  | TL%  | RP  | AP  | PRP | SP  | PP   |
| --------- | ----------------- | --- | -- | ---- | ---- | ---- | ---- | --- | --- | --- | --- | ---- |
| 1983-1984 | Providence Friars | 28  | 17 | 15,9 | 36,8 | -    | 71,4 | 0,8 | 3,0 | 0,6 | 0,1 | 2,3  |
| 1984-1985 | Providence Friars | 29  | 10 | 11,3 | 47,1 | -    | 66,7 | 0,6 | 2,4 | 0,4 | 0,0 | 3,2  |
| 1985-1986 | Providence Friars | 31  | -  | 31,1 | 51,1 | -    | 79,2 | 1,6 | 4,7 | 1,9 | 0,1 | 15,1 |
| 1986-1987 | Providence Friars | 34  | 34 | 36,3 | 43,5 | 40,9 | 84,3 | 3,0 | 7,1 | 2,4 | 0,1 | 20,6 |
| Carriera  | Carriera          | 122 | 61 | 24,4 | 46,1 | 40,9 | 81,3 | 1,6 | 4,5 | 1,4 | 0,1 | 10,9 |

### NBA

#### Regular Season
| Anno      | Squadra     | PG | PT | MP  | TC%  | 3P% | TL%  | RP  | AP  | PRP | SP  | PP  |
| --------- | ----------- | -- | -- | --- | ---- | --- | ---- | --- | --- | --- | --- | --- |
| 1987-1988 | N.Y. Knicks | 44 | 0  | 8,3 | 40,4 | 0,0 | 81,0 | 0,6 | 2,0 | 0,4 | 0,0 | 2,4 |
| Carriera  | Carriera    | 44 | 0  | 8,3 | 40,4 | 0,0 | 81,0 | 0,6 | 2,0 | 0,4 | 0,0 | 2,4 |

### Allenatore
| Stagione | Squadra          | Regular Season | Regular Season | Regular Season | Regular Season | Regular Season           | Post Season                                            |
| Stagione | Squadra          | V              | P              | % V            | G              | Posizione finale         | Post Season                                            |
| -------- | ---------------- | -------------- | -------------- | -------------- | -------------- | ------------------------ | ------------------------------------------------------ |
| 2015-16  | Oklahoma Thunder | 55             | 27             | 67,1           | 82             | 1º in Northwest Division | Sconfitto alle Finali di Conference dai Warriors (3-4) |
| 2016-17  | Oklahoma Thunder | 47             | 35             | 57,3           | 82             | 2º in Northwest Division | Sconfitto al Primo Round dai Rockets (1-4)             |
| 2017-18  | Oklahoma Thunder | 48             | 34             | 58,5           | 82             | 2º in Northwest Division | Sconfitto al Primo Round dai Jazz (2-4)                |
| 2018-19  | Oklahoma Thunder | 49             | 33             | 59,8           | 82             | 4º in Northwest Division | Sconfitto al Primo Round dai Trail Blazers (1-4)       |
| 2019-20  | Oklahoma Thunder | 44             | 28             | 61,1           | 72             | 2º in Northwest Division | Sconfitto al Primo Round dai Rockets (3-4)             |
| 2020-21  | Chicago Bulls    | 31             | 41             | 43,1           | 72             | 3º in Central Division   | Manca i play-off                                       |
| 2021-22  | Chicago Bulls    | 46             | 36             | 56,1           | 82             | 2º in Central Division   | Sconfitto al Primo Round dai Bucks (1-4)               |
| 2022-23  | Chicago Bulls    | 40             | 42             | 48,8           | 82             | 3º in Central Division   | Manca i play-off                                       |
| 2023-24  | Chicago Bulls    | 39             | 43             | 47,6           | 82             | 4º in Central Division   | Manca i play-off                                       |
|          | Carriera         | 399            | 319            | 55,6           | 718            |                          |                                                        |

## Palmarès

### Allenatore
- Campionati NCAA: 2

Florida Gators: 2006, 2007
- Final Four NCAA: 2

Florida Gators: 2000, 2014

### Giocatore
- Final Four NCAA: 1

Providence Friars: 1987